# Scarus tricolor
Scarus tricolor és una espècie de peix de la família dels escàrids i de l'ordre dels perciformes.

## Morfologia
Els mascles poden assolir els 26,6 cm de longitud total.

## Distribució geogràfica
Es troba des de l'Àfrica oriental fins a KwaZulu-Natal (Sud-àfrica), Madagascar, les Seychelles, Maurici, les Maldives, la Polinèsia Francesa, Tonga i Pitcairn.